# Premiul Globul de Aur pentru cea mai bună actriță de televiziune (comedie/muzical)
Premiul Globul de Aur pentru cea mai bună actriță într-un serial de televiziune, comedie sau muzical este unul dintre premiile care se acordă anual la gala Premiile Globul de Aur, și este decernat de Asociația de presă străină de la Hollywood (Hollywood Foreign Press Association, HFPA).

## Câștigători

### Anii 1970
- 1970: Mary Tyler Moore – The Mary Tyler Moore Show
- 1972: Jean Stapleton – All In the Family
- 1973: Cher – The Sonny and Cher Comedy Hour și Jean Stapleton – All In theFamily
- 1974: Valerie Harper – Rhoda
- 1975: Cloris Leachman – Phyllis
- 1976: Carol Burnett – The Carol Burnett Show
- 1977: Carol Burnett – The Carol Burnett Show
- 1978: Linda Lavin – Alice
- 1979: Linda Lavin – Alice

### Anii 1980
- 1980: Katherine Helmond - Soap
- 1981: Eileen Brennan - Private Benjamin
- 1982: Debbie Allen - Fame
- 1983: Joanna Cassidy - Buffalo Bill
- 1984: Shelley Long - Cheers
- 1985: Cybill Shepherd - Moonlighting
- 1986: Cybill Shepherd - Moonlighting
- 1987: Tracey Ullman - The Tracey Ullman Show
- 1988: Candice Bergen - Murphy Brown
- 1989: Jamie Lee Curtis - Anything But Love

### Anii 1990
- 1990: Kirstie Alley – Cheers
- 1991: Candice Bergen – Murphy Brown
- 1992: Roseanne Barr – Roseanne
- 1993: Helen Hunt – Mad About You
- 1994: Helen Hunt – Mad About You
- 1995: Cybill Shepherd – Cybill
- 1996: Helen Hunt – Mad About You
- 1997: Calista Flockhart – Ally McBeal
- 1998: Jenna Elfman – Dharma and Greg
- 1999: Sarah Jessica Parker – Sex and the City

### Anii 2000
- 2000: Sarah Jessica Parker – Sex and the City
- 2001: Sarah Jessica Parker – Sex and the City
- 2002: Jennifer Aniston – Friends
- 2003: Sarah Jessica Parker – Sex and the City
- 2004: Teri Hatcher – Desperate Housewives
- 2005: Mary-Louise Parker – Weeds
- 2006: America Ferrera – Ugly Betty
- 2007: Tina Fey – 30 Rock
- 2008: Tina Fey – 30 Rock
- 2009: Toni Collette – The United States of Tara

### Anii 2010
- 2010: Laura Linney – The Big C
- 2011: Laura Dern – Enlightened
- 2012: Lena Dunham – Girls
- 2013: Amy Poehler – Parks and Recreation
- 2014: Gina Rodriguez – Jane the Virgin
- 2015: Rachel Bloom – Crazy Ex-Girlfriend
- 2016: Tracee Ellis Ross – Black-ish
- 2017: Rachel Brosnahan – The Marvelous Mrs. Maisel
- 2018: Rachel Brosnahan – The Marvelous Mrs. Maisel
- 2019: Phoebe Waller-Bridge – Fleabag

### Anii 2020
- 2020: Catherine O'Hara – Schitt's Creek
- 2021: Jean Smart – Hacks
- 2022: Quinta Brunson – Abbott Elementary
- 2023: Ayo Edebiri – Ursul
- 2024: Jean Smart – Hacks